# Ljukman Rassakowitsch Adams
Ljukman Rassakowitsch Adams (russisch Люкман Расакович Адамс, engl. Transkription Lyukman Adams; * 24. September 1988 in Leningrad) ist ein gesperrter russischer Dreispringer.

## Sportliche Karriere
2007 siegte er bei den Junioreneuropameisterschaften in Hengelo.
Bei den Europameisterschaften 2010 in Barcelona wurde er Sechster.
2012 gewann er Bronze bei den Hallenweltmeisterschaften in Istanbul und wurde Neunter bei den Olympischen Spielen in London.
2014 siegte er bei den Hallenweltmeisterschaften in Sopot, gewann Silber bei den Europameisterschaften in Zürich und wurde Sechster beim Continental-Cup in Marrakesch.
Bei den Weltmeisterschaften 2015 in Peking wurde er Fünfter.
Auf Grundlage des McLaren-Reports wurde Adams 2019 wegen Dopings vom Internationalen Sportgerichtshof gesperrt. Die Sperre dauert vier Jahre bis zum 30. Januar 2023. Außerdem wurden alle Ergebnisse zwischen dem 16. Juli 2012 und dem 14. September 2014 annulliert.

## Familie
Sein Vater ist Nigerianer, seine Mutter Russin. Sein Bruder Lionel ist Profifußballer in der russischen Liga.

## Persönliche Bestleistungen
- Weitsprung: 8,01 m (+0,8 m/s), 10. Juni 2015, Moskau
  - Halle: 7,49 m, 1. Februar 2015, Moskau
- Dreisprung: 17,53 m, 27. Mai 2012, Sotschi
  - Halle: 17,36 m, 11. März 2012, Istanbul